# Fascicule musculaire
Un fascicule musculaire est, dans un muscle strié, le deuxième niveau d'organisation des myocytes (cellules musculaires).

## Structure
Un fascicule musculaire regroupe des myocytes enveloppés de périmysium. Dans le fascicule, les myocytes sont entourés d'endomysium.
Les fascicules sont regroupés entre eux par l'épimysium.
Les fascicules musculaires ne contiennent généralement qu'un seul type de cellules musculaires (soit des myocytes de type I, soit de type II ). Dans certaines configurations ils peuvent contenir un mélange des deux types.

## Aspect clinique
La myosite peut provoquer un épaississement des fascicules musculaires détectable par échographie.
La structure des fascicules musculaires est un outil de diagnostic utile pour la dermatomyosite : les myocytes situés vers les bords du fascicule musculaire sont généralement plus étroits, tandis que ceux situés au centre du fascicule musculaire ont une épaisseur normale.
Les fascicules musculaires peuvent être impliqués dans la myokymie, bien que généralement seuls les myocytes individuels soient impliqués.